# 에드워드 A. 크레이그
에드워드 아서 크레이그(Edward Arthur Craig, 1896년 11월 22일 ~ 1994년 12월 11일)는 미국 해병대의 장교이자 제2차 세계 대전과 6.25 전쟁에 참전한 무공훈장 수훈자이며 최종 계급은 중장이었다. 크레이그는 6.25 전쟁 당시 제1임시해병여단을 지휘한 장군으로 가장 잘 알려져 있다.

## 초기 삶
에드워드 아서 크레이그는 1896년 11월 22일 댄버리 (코네티컷주)에서 태어났다. 그의 아버지는 미국 육군 장교였기 때문에 크레이그는 군인 자녀로서 어린 시절의 대부분을 전국을 돌아다니며 보냈다. 그의 아버지인 찰스 프랭클린 크레이그는 미 육군 의무대 장교이자 열대 의학 전문가였다.
크레이그는 10살 때 워싱턴 해군공창을 관광하던 중 해군 함포를 촬영하다 체포되면서 미국 해병대를 처음 접했다. 해병대는 그의 카메라에서 필름을 압수하고 그를 풀어주었다.

## 군 경력

### 해병대 입대
그는 세인트 존스 군사 사관학교에 다니며 1917년에 졸업했다. 크레이그는 사관학교에서 4년 동안 학군단에 있었으며, 제1차 세계 대전이 발발하자 해병대 소위로 장교 임관 제안을 받았다. 그는 원래 미 육군에 입대하고 싶었지만, 최소 임관 연령이 21세였기 때문에 그렇게 할 수 없었고, 20세에 임관할 수 있는 해병대를 선택했다. 당시 포트 리븐워스에 살던 크레이그는 시카고에서 두 번의 시력 검사에 떨어져 해병대사령관 조지 바넷 소장에게 세 번째 기회를 간청해야 했다. 그는 세 번째 시력 검사를 통과하고 1917년 8월 23일 임관했다. 크레이그는 나중에 해병대에 입대한 주된 동기가 제1차 세계 대전에서 싸우는 것이었으며, 시력 검사 불합격으로 인해 경력이 상당히 늦어졌다고 말했다. 그는 또한 그의 아버지가 해병대에 입대하는 것을 "끔찍한 주정뱅이들과 부랑자들"이라고 생각하며 반대했다고 말했다.

### 점령 임무
크레이그는 트라이앵글 근처의 콴티코 해병대 기지에서 훈련을 받았다. 1917년 11월, 크레이그는 제8해병연대 (미국)에 배정되어 고위 참모의 전속부관으로 근무했다. 그는 1918년까지 그곳에서 장교 훈련을 계속했다. 그의 부대는 제1차 세계 대전에서 싸우기 위해 파견되지 않았다. 대신 갤버스턴의 크로켓 요새로 이동하여 탐피코의 유전과 다른 해안 지역을 독일 제국의 공격으로부터 보호했다. 연대는 18개월 동안 그곳에 머물며 강도 높은 훈련을 받았고 크레이그는 중위로 진급했다.
1919년 4월, 크레이그는 아이티에서 해외 주둔 임무를 명령받았다. 그의 연대는 제9해병연대와 함께 쿠바로 항해하여 산티아고에 상륙한 후 관타나모만을 거쳐 포르토프랭스에 상륙했다. 이 병력은 아이티 점령 기간 동안 미군 파견대의 일부로 제1해병여단 (미국)에 편입되었다. 그는 도미니카 공화국 점령 기간 동안 제2해병여단 (미국)으로 전출되기 전까지 포르토프랭스에 짧게 머물렀다. 그는 라 로마나에서 작전하는 제15해병연대 (미국) 소속 제70중대 지휘관으로 배치되었다. 그곳에서 그는 많은 시간을 도적과 반란군을 찾아 지역을 순찰하는 데 보냈다. 그는 해병대 재편성으로 인해 중위로 복귀하기 전에 제70중대와 8개월을 보낸 후 산토도밍고로 돌아와 대위로 진급했다. 그 후 그는 외딴 전초 기지인 빈센틸로로 전출되어 6개월 동안 복무했다.
그는 1921년 12월 미국으로 돌아와 콴티코로 돌아온 후 샌디에고로 향했으며, 그 도시의 새롭게 설립된 기지에서 새로운 부대에 합류하기를 희망했다. 그러나 해병대는 그를 푸젯 사운드로 보냈는데, 그곳에 공석이 있었기 때문이었다. 그곳에서 그는 워싱턴주의 푸젯 사운드 해군 탄약고 해병대 분견대 지휘관으로 복무했다. 크레이그는 나중에 고립된 임무 때문에 이 임무를 즐기지 않았고 전출을 요청했다고 말했다. 그는 1922년 해외 주둔 임무를 명령받았으며, 이번에는 필리핀의 올롱가포 해군 기지로 향했다. 그러나 크레이그는 그곳에서도 만족하지 못했기 때문에 짧게 머물렀다.

### 전간기

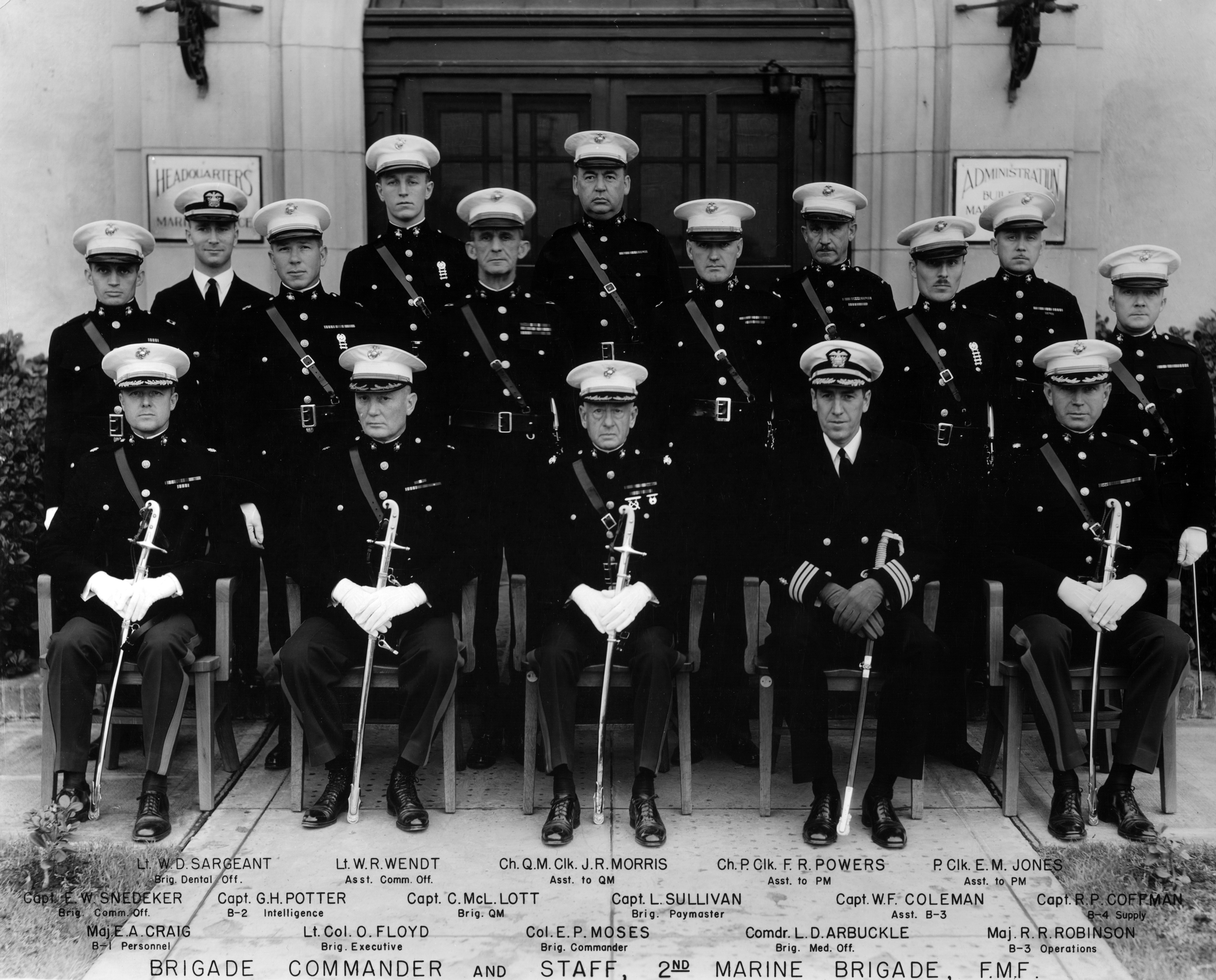
1936년 7월, 제2해병여단 참모진과 함께 있는 크레이그 소령 (앞줄 왼쪽 첫 번째).

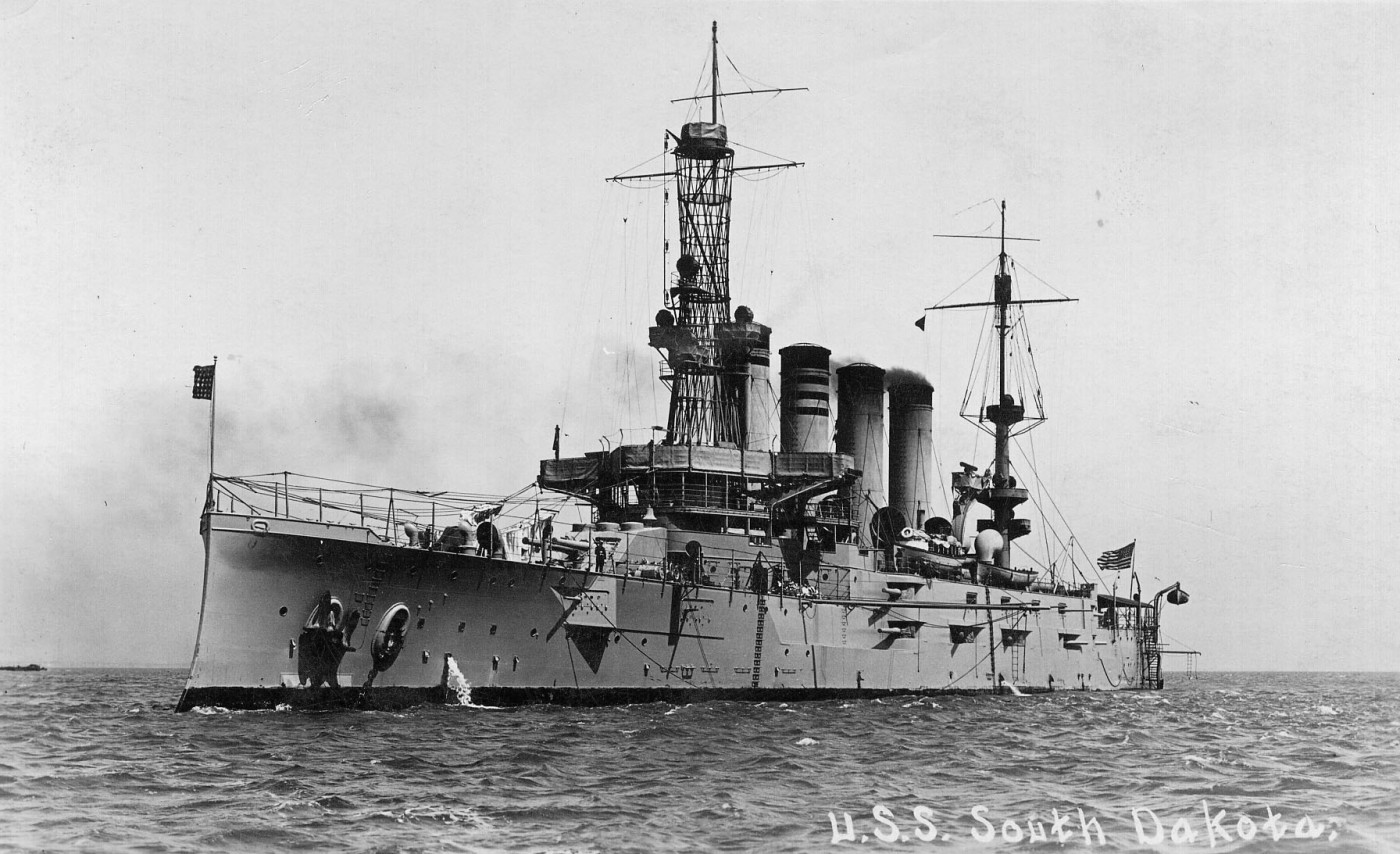
크레이그가 해병대 분견대원으로 2년간 복무했던 USS 휴런.

1924년 2월, 크레이그는 우연히 이전 지휘관을 만나 그 배의 해병대 분견대 일부인 펜실베이니아급 순양함 USS 휴런의 장교와 자리를 바꿀 수 있었다. 그는 다음 2년 동안 배에서 태평양을 여행하며 보냈다. 그는 나중에 이 시절을 그리워했다고 말했다. 이 임무 동안 그는 아시아에서 여러 차례 상륙 작전에 참여했다. 휴런의 병력은 1924년 상하이에 상륙한 국제군에 속하여 인근에서 싸우는 중국군으로부터 상하이 공공 조계를 보호했다. 이 임무는 한 달 동안 지속되었고 크레이그의 병력은 전투를 경험하지 못했다. 군벌 시대의 한가운데였기 때문에 중국의 흩어진 국제적 이해관계는 자주 위협받았고, 크레이그는 다시 중국에 상륙하여 병력은 군벌 우페이푸의 공세로부터 베이징 미국 공사관을 보호하기 위해 파견되었다. 그는 다른 국제군의 일원으로 베이징에 약 한 달 동안 머물다가 휴런으로 돌아왔다.
크레이그는 1926년 3월 미국으로 돌아와 샌디에고의 제4해병연대에 잠시 배정되었다가 그해 6월 워싱턴 D.C.의 해병대 본부에서 존 A. 르준 소장 사령관의 전속부관으로 배정되었다. 이 직책은 크레이그가 나중에 좋아했다고 말한 그 장군과 함께 수많은 시찰 여행과 민간 임무를 수반했다. 크레이그는 르준이 1929년에 은퇴할 때까지 이 직책에 머물렀다.
1929년 5월, 크레이그는 니카라과의 니카라과 국가 경비대에서 근무하기 위해 전출을 요청했다. 크레이그는 이어서 히노테가에서 현지 대대의 참모 장교 중 한 명으로 복무하기 위해 파견되었으며, 크레이그는 나중에 이 임무가 현지 전초 기지에 대한 수많은 정기 검사와 현지 병력 훈련을 수반했다고 말했다. 1931년 말, 크레이그는 캘리포니아주 샌디에고의 해병대 기지에 합류하여 1933년 6월까지 머물렀다. 이 기간 동안 그는 1932년 6월부터 11월까지 국무부 소속으로 니카라과에서 임시 근무를 했다. 3개월의 짧은 휴식 기간 동안 크레이그는 샌디에고 징계 막사에서 해병대 분견대를 지휘했으며, 그 후 해병대 기지로 돌아와 제6해병연대, 해병대 함대에서 중대장으로 배정되었다. 1936년 7월, 그는 에밀 P. 모세스 대령 휘하의 제2해병여단 인사 장교로 파견되었다. 크레이그는 1937년 7월 버지니아주 콴티코 해병대 막사에 있는 해병대 학교에 선임 과정 학생으로 입학했다. 이듬해 5월 졸업 후, 그는 다시 샌디에고 해병대 기지로 돌아와 소대장 과정 교관, 예비대대 야전 훈련 검열 교관, 기지 부관으로 복무했다.
1939년 6월부터 1941년 6월까지 그는 USS 요크타운 (CV-5)과 USS 엔터프라이즈 (CV-6) 항공모함에서 어니스트 킹 제독의 해병대 장교 및 정보 장교로 근무했으며, 4개월 동안은 진주만 해군 항공 기지에 주둔했다. 이 시기 동안 크레이그는 킹의 참모진과 함께 태평양 전역을 이동하며 훈련했다. 이 시기 동안 그는 또한 찰스 애덤스 블레이클리와 윌리엄 홀시 주니어 밑에서 복무했는데, 각자는 짧은 시간 동안 병력을 지휘했다.

### 제2차 세계 대전
1941년 7월, 그는 다시 샌디에고 해병대 기지에 합류했고 같은 해 10월 기지 헌병대장 및 경비대대 지휘관으로 임명되었다. 이 임무는 제2차 세계 대전 발발과 특히 진주만 공격 이후 점점 더 중요해졌다. 크레이그의 재임 기간 동안 군사경찰의 존재는 크게 증가했다. 크레이그는 1942년 3월까지 이 직책에 머물렀다가 제2해병사단 (미국)에 제2개척대대 지휘관으로 합류했지만, 1942년 6월 제9해병연대의 작전장교로 빠르게 재배치되었다. 그러나 이 직책에서 크레이그는 사단과 함께 기동 훈련만 수행했을 뿐 전투를 위해 항해하지는 않았다. 그는 10월까지 이 직책에 머물다가 제3해병사단 (미국)의 서비스 부대 지휘관이 되었고 대령으로 진급했다.
크레이그는 1943년 2월 사단과 함께 남태평양으로 항해했다. 그는 사단과 함께 뉴질랜드에 도착하여 그곳에서 훈련 및 기동 중인 서비스 부대를 지휘했으며, 크레이그는 보병 부대로 돌아가기를 요청했고 그해 7월 진급한 레뮤엘 C. 셰퍼드를 대신하여 제9해병연대 지휘관이 되었다. 크레이그는 이어서 그 해병대원들과 함께 과달카날섬으로 전출되었다. 1943년 11월 부건빌섬 상륙 작전 중 제9해병연대를 지휘한 크레이그는 부건빌 전역에서 수개월 동안 일본군과 싸웠다. 크레이그의 부대는 1944년 4월까지 섬에 머물렀다가 다른 작전을 준비하기 위해 과달카날로 철수했다. 이 전역에서의 그의 리더십으로 크레이그는 동성훈장을 수상했다.
그는 연대 지휘관으로 계속 남아 1944년 7월과 8월에 마리아나 제도의 괌 침공 및 재탈환 작전에 참여했다. 1944년 9월에는 제5수륙양용군단으로 전출되어 군단 작전 장교가 되었으며, 그 자격으로 1945년 2월 이오지마 상륙 및 공격을 계획하고 참여했다. 괌 전투에서의 그의 참여로 그는 해군 십자 훈장을 받았고, 제5수륙양용군단 작전 장교로 복무하는 동안 이오지마에서의 격렬한 전역에서의 뛰어난 공로로 훈공장을 수상했다.
그는 1945년 7월 미국으로 돌아와 샌디에고 지역 해병대 훈련 사령부의 참모장 임무를 맡았다.

### 제2차 세계 대전 이후
1945년 10월부터 1946년 7월까지 그는 샌디에고 지역 해병대 훈련 및 보충 사령부 재분배 연대 지휘관으로 복무했다.
6개월 동안 태평양 함대 수륙양용군 부대 훈련 부서의 수석 교관으로 복무했으며, 이 기간 동안 그는 일본에서 제8군 부대의 특수 수륙양용 훈련을 담당했다. 이후 준장으로 진급하여 다시 해외로 파견되어 중국 톈진의 제1해병사단(증원) 부사단장을 맡았다. 1947년 6월 1일 그는 괌에서 해병대 함대 제1임시해병여단 지휘관으로 배정되어 2년 동안 머물렀다.

### 6.25 전쟁

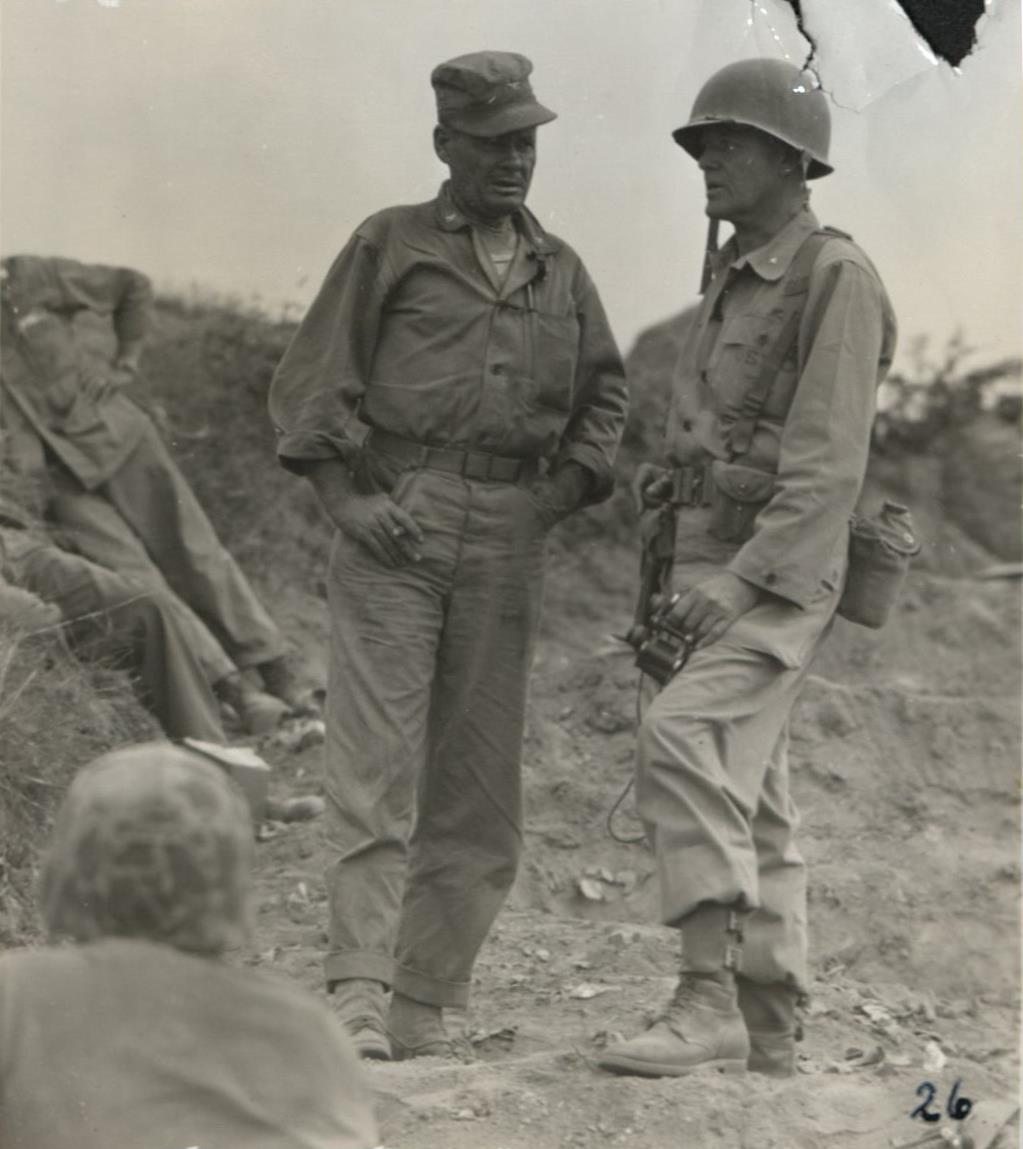
1950년 9월 25일 한국에서 체스티 풀러 대령과 대화 중인 크레이그 장군(오른쪽).

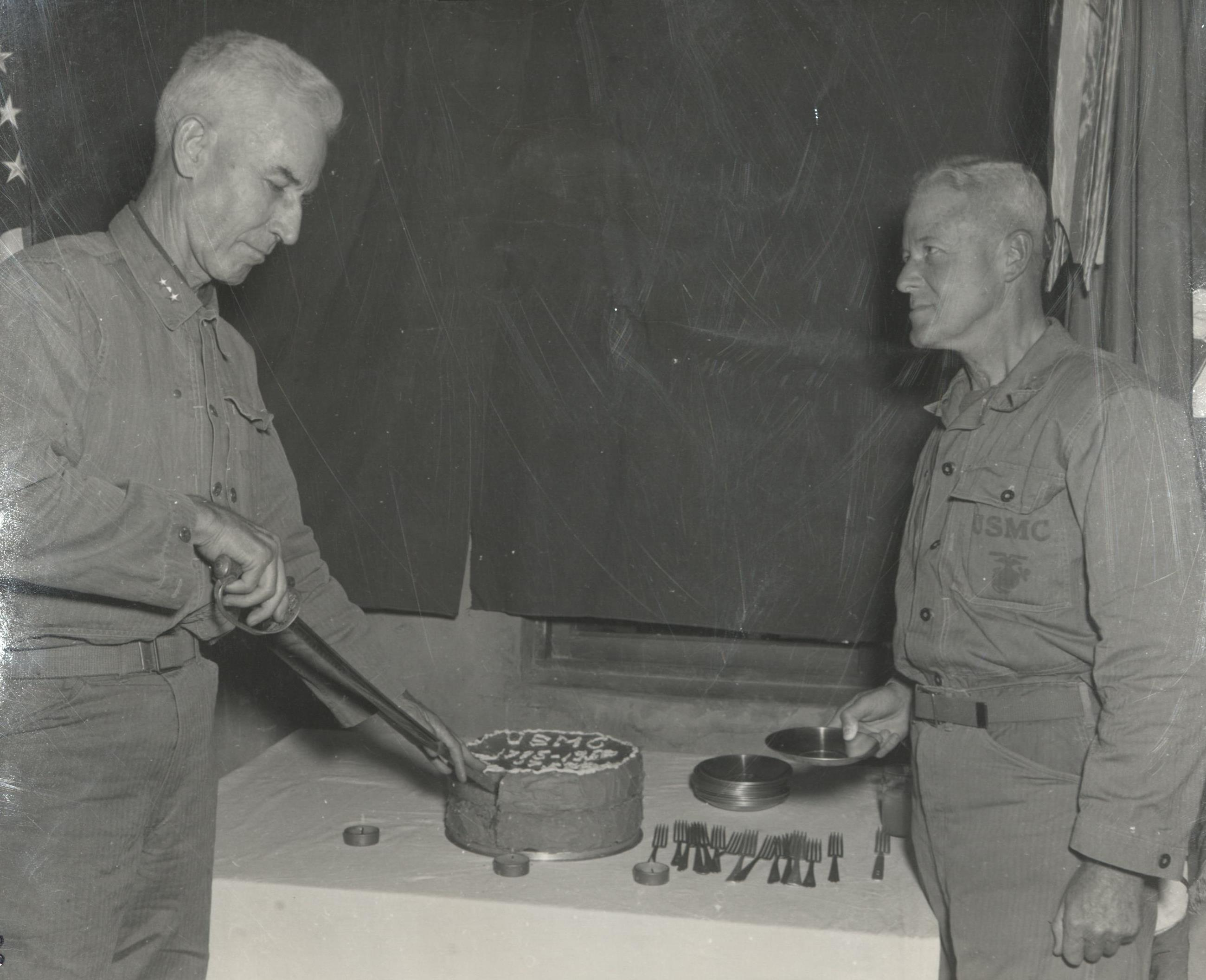
1950년 11월 10일 흥남 근처에서 열린 해병대 창설 기념식. 크레이그(오른쪽)는 제1해병사단 사단장 올리버 P. 스미스 장군과 함께 있다.

제2차 세계 대전 이후 대폭 축소된 미 해병대는 1950년 6월 25일 6.25 전쟁 발발 당시 또 다른 전쟁에 대비되어 있지 않았다. 미국 합동참모본부는 해병대에 15,000명의 사단 병력을 한국으로 파견하여 그곳에 창설되는 유엔군사령부의 일원으로 준비하도록 명령했다. 해병대는 제1해병사단을 전시 병력으로 재건하기 시작했지만, 그동안 제5해병연대 (미국)를 중심으로 4,725명의 병력을 모아 가능한 한 빨리 전쟁을 지원하도록 했다. 7월 7일, 제1임시해병여단이 캘리포니아에서 재활성화되었다. 일주일 후, 여단은 롱비치 (캘리포니아주)와 샌디에고에서 출항했다. 원래 일본에 상륙할 예정이었던 연대는 일본을 우회하여 8월 3일 대한민국 부산에 상륙했다. 이 부대는 크레이그의 지휘를 받게 되었다. 여단은 제33해병항공단의 지원을 받았다. 이 부대는 월턴 워커 중장 휘하의 미국 제8군의 예하 부대가 되었고, 워커는 이를 그의 예비대에 배치했다.
제1임시해병여단이 한국에 도착한 후, 크레이그는 다시 부사단장이 되어 인천 상륙작전과 한반도 북동부 작전에 참여했다. 여단은 1950년 마산 전투, 제1차 및 제2차 낙동강 돌출부 전투, 영산 전투에 참전했다. 그는 1951년 1월 현재 계급으로 진급했다. 1951년 3월, 그는 미국으로 돌아와 해병대 본부에서 해병대 예비군 부서장으로 임무를 맡았다.
제1임시해병여단을 지휘하는 동안 그는 수훈 훈장, 은성 훈장, 그리고 두 번째 수여 대신 금성장이 달린 공군 훈장을 받았다.

### 말년
에드워드 A. 크레이그 중장은 33년 이상의 해병대 복무를 마치고 1951년 6월 1일 은퇴하기 전까지 해병대 예비군 부서장으로 복무했다.
그는 1994년 12월 11일 98세의 나이로 엘카혼 자택에서 사망했다.

## 훈장 및 포상
크레이그의 훈장 및 포상은 다음과 같다:
| A light blue military ribbon with five white stars with five points each.    |             |           |                                                       |
| V · Gold star · A purple military ribbon with a thick white line at each end | V           | Gold star | Bronze star · Bronze star                             |
|                                                                              |             |           | Bronze star                                           |
|                                                                              | Bronze star |           | Bronze star · Bronze star · Bronze star · Bronze star |
|                                                                              |             |           |                                                       |
| Bronze star                                                                  | Gold star   |           |                                                       |

| 1st Row | 네이비 크로스                             | 네이비 크로스                             | 네이비 크로스                             | 네이비 크로스                             | 네이비 크로스                                          | 미 해군 수훈장                                         | 미 해군 수훈장                                         | 미 해군 수훈장                                         | 미 해군 수훈장             | 미 해군 수훈장             | 은성훈장                   | 은성훈장                   | 은성훈장                                    | 은성훈장                                    | 은성훈장                                    |                                             |
| 2nd Row | 훈공장 with "V" Device                    | 훈공장 with "V" Device                    | 훈공장 with "V" Device                    | 훈공장 with "V" Device                    | 동성훈장 with "V" Device                               | 동성훈장 with "V" Device                               | 동성훈장 with "V" Device                               | 동성훈장 with "V" Device                               | 에어 메달 with 근무 성과표 | 에어 메달 with 근무 성과표 | 에어 메달 with 근무 성과표 | 에어 메달 with 근무 성과표 | 미국 대통령 부대 표창 with 세 개의 별       | 미국 대통령 부대 표창 with 세 개의 별       | 미국 대통령 부대 표창 with 세 개의 별       | 미국 대통령 부대 표창 with 세 개의 별       |
| 3rd Row | 해군 부대 표창                            | 해군 부대 표창                            | 해군 부대 표창                            | 해군 부대 표창                            | 제1차 세계 대전 승전 메달 (수송대 걸쇠 부착)           | 제1차 세계 대전 승전 메달 (수송대 걸쇠 부착)           | 제1차 세계 대전 승전 메달 (수송대 걸쇠 부착)           | 제1차 세계 대전 승전 메달 (수송대 걸쇠 부착)           | 아이티 전역 메달           | 아이티 전역 메달           | 아이티 전역 메달           | 아이티 전역 메달           | 해병대 원정 메달 with 수훈 성과표           | 해병대 원정 메달 with 수훈 성과표           | 해병대 원정 메달 with 수훈 성과표           | 해병대 원정 메달 with 수훈 성과표           |
| 4th Row | 제2차 니카라과 전역 메달                  | 제2차 니카라과 전역 메달                  | 제2차 니카라과 전역 메달                  | 제2차 니카라과 전역 메달                  | 미국 국방 근무 메달 (함대 걸쇠 부착)                   | 미국 국방 근무 메달 (함대 걸쇠 부착)                   | 미국 국방 근무 메달 (함대 걸쇠 부착)                   | 미국 국방 근무 메달 (함대 걸쇠 부착)                   | 미국 전역 메달             | 미국 전역 메달             | 미국 전역 메달             | 미국 전역 메달             | 아시아-태평양 전역 메달 (은색 전역별 부착)  | 아시아-태평양 전역 메달 (은색 전역별 부착)  | 아시아-태평양 전역 메달 (은색 전역별 부착)  | 아시아-태평양 전역 메달 (은색 전역별 부착)  |
| 5th Row | 제2차 세계 대전 승전 메달                 | 제2차 세계 대전 승전 메달                 | 제2차 세계 대전 승전 메달                 | 제2차 세계 대전 승전 메달                 | 해군 점령 근무 메달                                    | 해군 점령 근무 메달                                    | 해군 점령 근무 메달                                    | 해군 점령 근무 메달                                    | 중국 근무 메달             | 중국 근무 메달             | 중국 근무 메달             | 중국 근무 메달             | 국방 근무 메달                              | 국방 근무 메달                              | 국방 근무 메달                              | 국방 근무 메달                              |
| 6th Row | 한국 전쟁 종군 메달 (네 개의 전역별 부착) | 한국 전쟁 종군 메달 (네 개의 전역별 부착) | 한국 전쟁 종군 메달 (네 개의 전역별 부착) | 한국 전쟁 종군 메달 (네 개의 전역별 부착) | 대한민국 대통령 부대 표창 (두 개의 동색 참나무잎 부착) | 대한민국 대통령 부대 표창 (두 개의 동색 참나무잎 부착) | 대한민국 대통령 부대 표창 (두 개의 동색 참나무잎 부착) | 대한민국 대통령 부대 표창 (두 개의 동색 참나무잎 부착) | 유엔 한국 근무 메달        | 유엔 한국 근무 메달        | 유엔 한국 근무 메달        | 유엔 한국 근무 메달        | 6.25사변종군기장 (네 개의 동색 전역별 부착) | 6.25사변종군기장 (네 개의 동색 전역별 부착) | 6.25사변종군기장 (네 개의 동색 전역별 부착) | 6.25사변종군기장 (네 개의 동색 전역별 부착) |

### 네이비 크로스 인용
인용문:
미국 대통령은 1944년 7월 21일부터 8월 10일까지 마리아나 제도 괌에서 적 일본군과의 전투 중 제3해병사단 제9해병연대 지휘관으로서의 뛰어난 영웅적인 행동으로 에드워드 A. 크레이그 대령(MCSN: 0-196), 미국 해병대에게 네이비 크로스를 수여하게 된 것을 기쁘게 생각한다. 공격적이고 고무적인 지휘관인 크레이그 대령은 부대의 공격 요소와 함께 상륙한 순간부터 조직적인 저항이 멈출 때까지 격렬한 적군의 포화 속에서도 꾸준히 전투에서 병사들을 지휘했다. 7월 30일, 전방 해변선의 높은 지형을 점령하고 텐조 산에서 육군과 접촉하는 임무를 맡은 크레이그 대령은 전체 진격 동안 선두 공격 요소와 함께 머물렀으며, 포화 속에서도 침착함을 유지하며 그의 장교들과 병사들에게 영감을 주었다. 차차오 산에 대한 최종 공격을 직접 지휘하며, 그의 전문적인 판단으로 사상자를 최소화했다. 8월 3일 괌 북쪽 끝으로 진격하는 동안 그의 대대 중 하나가 중요한 도로 교차점 근처에서 강력한 적의 저항에 부딪히자, 그는 공격 부대와 함께 진격하는 전차 옆에 자리를 잡고, 끊임없이 쏟아지는 소총 및 기관총 사격에도 불구하고 수 시간 동안의 전체 작전 내내 두려움 없이 그곳에 머물며 수백 명의 적을 섬멸한 공격을 지휘했다. 그의 뛰어난 능력, 용감한 리더십, 그리고 임무에 대한 헌신은 캠페인의 성공에 중요한 요소였으며 크레이그 대령과 미 해군에 최고의 영예를 안겨주었다.

### 은성훈장 인용
인용문:
미국 대통령은 1918년 7월 9일 의회법에 의해 권한을 부여받아 1950년 9월 15일 인천-서울 작전 중 한국 인천 상륙 작전에서 제1해병사단(증원) 부사단장으로서의 눈부신 용기와 대담함으로 에드워드 A. 크레이그 준장(MCSN: 0-196), 미국 해병대에게 은성훈장(육군 수여)을 수여하게 된 것을 기쁘게 생각한다. 그의 행동은 이 작전의 성공에 실질적으로 기여했으며 군 복무의 최고 전통에 부합한다.

## 인용

### 내용주
1. ↑  2000년에 이 훈장은 한국 전쟁에 참전한 모든 미군에게 소급 적용되었다.